# Madonna col Bambino e un angelo (Francesco del Cossa)
La Madonna col Bambino e un angelo è un dipinto attribuito al pittore Francesco del Cossa, realizzato circa nel 1460 e conservato nel Museo nazionale d'arte della Catalogna di Barcellona in Spagna.

## Storia
Nel 1929 Oskar Fischel attribuì questo pezzo ad un artista della scuola ferrarese sconosciuto, seguace di Piero della Francesca, nell'ambito di Francesco del Cossa o Ercole de' Roberti. Nel 1990 Giovanni Romano si avvicina alla pittura dietro l'attività di Francesco del Cossa, senza escludere altre possibilità, come l'ignoto autore della  tavola da parto (vassoio dipinto che a quel tempo veniva regalato alle mamme dopo il parto) del Museum of Fine Arts, il cui dritto raffigura un angelo con caratteristiche molto simili al Bambino nel dipinto della Madonna col Bambino e un angelo. In ogni caso, è fuori dubbio che si tratti di un'opera ferrarese del 1460 circa, in quanto allora e in quella parte d'Italia convergevano lo stile del disegno dettagliato del Pisanello perfezionato da Rogier van der Weyden e lo stile realistico pieno della luminosità di Piero della Francesca.
Fu una donazione di Francesc Cambó nel 1949. 

## Descrizione
La Vergine è seduta, tenendo nella mano sinistra un libro, e con l'altra tiene il Bambino, in piedi in grembo. La Madonna col Bambino è accompagnata da un angelo, che tiene in mano un fiore, e dietro c'è uno sfondo con rose selvatiche. È un pezzo di estrema qualità che, nonostante la sua apparente freddezza plastica, presenta personaggi che arrivano allo spettatore con la loro grande combinazione.